# Chattar Pur
Chattar Pur es una ciudad censal situada en el distrito de Delhi sur,  en el territorio de la capital nacional,  Delhi (India). Su población es de 46776 habitantes (2011). 

## Demografía
Según el censo de 2011 la población de Chattar Pur era de 46776 habitantes, de los cuales 25237 eran hombres y 21539 eran mujeres. Chattar Pur tiene una tasa media de alfabetización del 85,74%, inferior a la media estatal del 86,21%: la alfabetización masculina es del 90,73%, y la alfabetización femenina del 79,82%.